# Danforth
Danforth es una villa ubicada en el condado de Iroquois en el estado estadounidense de Illinois. En el Censo de 2010 tenía una población de 604 habitantes y una densidad poblacional de 499,37 personas por km².

## Geografía
Danforth se encuentra ubicada en las coordenadas 40°49′19″N 87°58′40″O / 40.82194, -87.97778. Según la Oficina del Censo de los Estados Unidos, Danforth tiene una superficie total de 1.21 km², de la cual 1.21 km² corresponden a tierra firme y (0%) 0 km² es agua.

## Demografía
Según el censo de 2010, había 604 personas residiendo en Danforth. La densidad de población era de 499,37 hab./km². De los 604 habitantes, Danforth estaba compuesto por el 97.02% blancos, el 0% eran afroamericanos, el 0.17% eran amerindios, el 0.33% eran asiáticos, el 0% eran isleños del Pacífico, el 0.99% eran de otras razas y el 1.49% pertenecían a dos o más razas. Del total de la población el 5.46% eran hispanos o latinos de cualquier raza.